# Olímpico Clube
Pour les articles homonymes, voir Olímpico.
Maillots
L'Olímpico Clube était un club brésilien de football basé à Manaus dans l'État de l'Amazonas.
Quinha, un footballeur qui évoluait à l'Olímpico Clube, est encore aujourd'hui le meilleur buteur toutes compétitions confondues du Brésil sur un seul match : le 28 décembre 1957, il inscrivit 9 buts contre l'Independência pour une victoire finale 14-1.

## Palmarès
- Championnat de l'Amazonas :
  - Champion : 1944, 1947, 1967